# Río Mizque
Der Río Mizque ist ein linker Nebenfluss des Río Grande im Zentrum des südamerikanischen Anden-Staates Bolivien.

## Flusslauf
Der Río Mizque nimmt seinen Anfang am Zusammenfluss der beiden Flüsse Río Wila Wila und Río Cueva Pampa bei der Ortschaft Vila Vila am Südwestrand der bolivianischen Cordillera Oriental auf einer Höhe von 2512 m. Von dort aus fließt der Río Mizque zuerst in südöstlicher, dann nordöstlicher und später wieder südöstlicher Richtung und mündet nach 291 km in den Río Grande im "Dreiländereck" der drei Departamentos Cochabamba, Chuquisaca und Santa Cruz.
Der Fluss durchfließt auf seinem Lauf im Departamento Cochabamba das Municipio Vila Vila und das Municipio Mizque in der Provinz Mizque, außerdem das Municipio Aiquile, das Municipio Omereque und das Municipio Pasorapa in der Provinz Narciso Campero. Auf dem letzten Teilstück bildet er außerdem die Grenze zu dem Municipio Moro Moro, dem Municipio Vallegrande und dem Municipio Pucará in der Provinz Vallegrande des Departamento Santa Cruz.
Der Río Mizque ist auf seiner gesamten Länge nicht schiffbar und je nach Jahreszeit erheblichen Wasserschwankungen unterworfen.